# Stenoonops halatus
Stenoonops halatus là một loài nhện trong họ Oonopidae.
Loài này thuộc chi Stenoonops. Stenoonops halatus được Arthur M. Chickering miêu tả năm 1969.